# Fellipe Bertoldo
Fellipe Bertoldo (ur. 5 stycznia 1991 w São Paulo) – timorski piłkarz występujący na pozycji pomocnika.

## Kariera piłkarska
Od 2011 roku występował w SE Palmeiras, Guaçuano, Botafogo, Inter de Bebedouro, Verspah Oita, Oita Trinita, Esteghlal Chuzestan, Mitra Kukar i Arema Cronus.